# Don Ø-effekten
Don Ø-effekten er det resultat man ser når en, i medierne, højt profileret finansperson udtaler sig om en aktie eller investeringsobjekt. Navnet hentyder til Parken Sport & Entertainments bestyrelsesformand Flemming Østergaard. I løbet af efteråret 2006 og foråret 2007 kommenterede Flemming Østergaard flere firmaer eller købte aktier i samme, hvorefter aktiekursen steg markant de følgende dage. 
Don Ø-effekten opstod i oktober 2006. Her deltog Don Ø i DR’s program Kontant, hvor han konkurrerede mod almindelige danskere i et aktiespil.
Og da folk hjemme i stuerne hørte at Don Ø havde aktier i Bavarian Nordic, begyndte mange danskere selv at købe aktier i Bavarian Nordic, hvilket fik aktien til at stige voldsomt. 
Senere kom det frem at Don Ø blandt andet havde investeret i Brøndby IF og AGF Fodbold aktier, og nøjagtig ligesom Bavarian Nordic, steg Brøndby og AGF aktier markant i de følgende dage.
Don Ø har efter aftale med Fondsbørsens daværende formand Hans-Ole Jochumsen, valgt ikke at udtale sig om aktier i offentligheden mere, og dermed ikke agere børspåvirker.